# Петрово (област Благоевград)
Вижте пояснителната страница за други значения на Петрово.
Пѐтрово е село в Югозападна България. То се намира в община Сандански, област Благоевград.

## География
Село Петрово се намира в планински район в северното подножие на планината Славянка на 6 километра от границата с Гърция. На също толкова разстояние, на около 610 м.нв. се намира местността Извора, откъдето води началото си Петровската река. Дебитът на извиращата вода варира от 1100 до 1600 л/сек. и дава питейна вода на 15 села от региона. Голяма част от водата се отвежда по изкуствено прокопан канал в мини язовир над селото, откъдето се спуска към ВЕЦ Петрово за производство на електрическа енергия. Петрово е част от историко-географската област Мървашко, известна в миналото с развитата железодобивна промишленост.

## История
Петрово е старо селище. Няма данни за неговото възникване, но при разкопки за построяването на
ВЕЦ „Петрово“ са намерени останки от римска баня. През 1997 година при ремонт на централната църква „Св. св. Петър и Павел“ на селото (черквите в землището на Петрово били общо 6) са открити скелети от раннохристиянската епоха при основите на храма.
Според османски данъчни регистри на немюсюлманското население от вилаета Тимур Хисаръ̀ от 1616 – 1617 година броят на джизие ханетата (домакинствата) в Петрова е 109.
През Възраждането Петрово е един от центровете на железодобивната индустрия в областта Мървашко. Това производство се свързва с буйната пълноводна Петровска река. В селото е имало две металургични пещи (пехци) и един самоков. Руда за тях са доставяли от село Каракьой, Неврокопско.
През XIX век Петрово е голямо село със смесено население, числящо се към Демирхисарската кааза на Серския санджак. Александър Синве („Les Grecs de l’Empire Ottoman. Etude Statistique et Ethnographique“), който се основава на гръцки данни, в 1878 година пише, че в Петровон (Petrovon), Мелнишка епархия, живеят 210 гърци. В „Етнография на вилаетите Адрианопол, Монастир и Салоника“, издадена в Константинопол в 1878 година и отразяваща статистиката на населението от 1873, Петрово (Pétrovo) е посочено като село с 200 домакинства, със 120 жители мюсюлмани и 500 жители българи.
В 1891 година Георги Стрезов пише за селото:
| „ | Петрово, на С от Валовища 6 часа; равнище до един приток на Бистрица. Почва твърде плодородна във всичко поради многото води, що я поят. Става и много арпаджик. Църква, в която се чете смесено и училище също. 170 къщи. 400 турци и 450 българе. | “ |

Съгласно известната статистика на Васил Кънчов („Македония. Етнография и статистика“) от 1900 година селото брои 1350 жители – 950 българи-християни, 280 турци и 120 власи.
Според статистиката на секретаря на Българската екзархия Димитър Мишев („La Macédoine et sa Population Chrétienne“) в 1905 година християнското население на село Петрово (Petrovo) се състои от 1224 българи екзархисти и 60 власи. В селото функционира 1 начално българско училище с 1 учител и 26 ученици.
При избухването на Балканската война в 1912 година 9 души от селото са доброволци в Македоно-одринското опълчение.
През учебната 1926-1927 година четирима учители в местната прогимназия обучават 73 ученици, разпределени по следния начин:
| Класове | Ученици | Ученици  | Ученици | Учители | Учители     | Учители | Учителки | Учителки    | Учителки |
| Класове | момчета | момичета | общо    | редовни | волнонаемни | общо    | редовни  | волнонаемни | общо     |
| ------- | ------- | -------- | ------- | ------- | ----------- | ------- | -------- | ----------- | -------- |
| първи   | 34      | 6        | 40      |         | 2           | 2       | 1        | 1           | 2        |
| втори   | 18      | 2        | 20      |         | 2           | 2       | 1        | 1           | 2        |
| трети   | 10      | 3        | 13      |         | 2           | 2       | 1        | 1           | 2        |

## Население

### Етнически състав
Преброяване на населението през 2011 г.
Численост и дял на етническите групи според преброяването на населението през 2011 г.:
|                     | Численост |
| Общо                | 632       |
| Българи             | 628       |
| Турци               | 8         |
| Цигани              | -         |
| Други               | -         |
| Не се самоопределят | -         |
| Неотговорили        | 3         |

## Обществени институции
В селото се намират 2 за възрастни с умствена изостаналост. Всяко лято, чрез съдействието на австрийски и холандски организации, хора от чужбина идват и помагат в ремонтирането на тези домове.
- Входът на селото
- Пощенският клон
- Някогашното училище „Братя Миладинови“
- Дневният център
- Стълбище в центъра на селото
- Църквата „Успение на Пресвета Богородица“

- Военният паметник
- Плоча 1
- Плоча 2
- Плоча 3
- Плоча 4

## Културни и природни забележителности
На 2 километра северно от селото се намира местността Пещери, селище от XIV-XVII век с развита грънчарска и земеделска култура. Там все още личат останките на старото селище и хората от Петрово са възстановили частично храма. На 2 километра южно от селото е параклиса „Свети Георги“, където ежегодно се провежда събора на Петрово (Гергьовден). На 2 километра югоизточно от селото се намира параклиса „Свети Илия“, където местните хора се събират ежегодно на Илинден. В самото село има три черкви („Свети Петър и Павел“, „Свети Атанасий“ и „Света Богородица“). По времето на османската власт е имало голяма джамия и конак, но по време на Балканските войни (1912 – 1913) те са разрушени. На около 2.5 километра южно от селото се намира природния феномен Провалень камънь (Пробит камък-малка скала с естествено издълбана дупка в средата). Местните хора вярват, че който мине през нея се пречиства и Бог опрощава греховете му. На 5 километра източно от селото се намира пещерата Рупата. Тя е с две галерии, като едната е тясна и почти отвесна, с дълбочина от 45 метра. Има спорове, дали пещерата е естествена, или е прокопана за добив на руда.

## Редовни събития
- Ивановден („Харапини“) - Харапините на селото се събират и минават през всяка къща на селото да донесат здраве и берекет на жителите. Традиция, съществуваща от 1861 г.
- Събор на Гергьовден
- Празник на селото в местността Извора на Петровден.
- Международен фестивал за автентичен фолклор „Песни от извора“ в местността Извора – последната събота и неделя на месец август

## Личности
Родени в Петрово
- Ангел Аризанов, македоно-одрински опълченец, 66-годишен, земеделец (бакалин), живее в Кюстендил, 2 рота на Кюстендилската дружина, 1 рота на 7 кумановска дружина[12]
- Атанас Мечкаров (1920 – 2004), български историк и просветен деец[13]
- Божин Попандонов, български революционер, четник на Яне Сандански[14]
- Георги Тополигов (1914 – 1949), български политик, деец на БЗНС
- Иван Кутузов (р. 1956), български художник и карикатурист
- Иван Леков (? - 1923), български революционер, убит от терорист на ВМРО при междуособиците в революционното движение[15]
- Иван Паскалев, български революционер, деец на ВМРО, секретар в четата на Митьо Илиев[16]
- Константин Даскалов (1897 – 1984), български лекар
- Кочо Тодоров (1900 – ?), български строител и иконописец
- Леко Иванов (? - 1923), син на Иван Леков, обесен от дейци на ВМРО във Свети Врач при междуособиците в революционното движение през 20-те години[15]

Починали в Петрово
- Ангел Харизанов (1870 – 1902), български революционер, войвода на ВМОК
- Митьо Илиев (1882 – 1932), български революционер, войвода на ВМРО
- Никола Христов Крантов, български военен деец, поручик, загинал през Първата световна война[17]
- Теофил Иванов (1865 – 1902), български революционер, войвода на ВМОК